# Oedaspis nyx
Oedaspis nyx är en tvåvingeart som beskrevs av Amnon Freidberg och Moises Kaplan 1992. Oedaspis nyx ingår i släktet Oedaspis och familjen borrflugor.
Artens utbredningsområde är Madagaskar. Inga underarter finns listade i Catalogue of Life.